# Festival El Abrazo 2010
El Festival Cristal en Vivo: El Abrazo 2010, o simplemente conocido como El Abrazo fue un mega recital que se realizó el día 11 de diciembre de 2010 en la elipse del Parque O'Higgins, en Santiago de Chile, en que se presentaron grupos y solistas exponentes del rock chileno y argentino, como Los Jaivas, Charly García, Los Tres, Fito Páez, entre otros, y al que asistieron más de 70 mil personas.
El nombre del festival proviene del abrazo que se dieron los generales O'Higgins y San Martín luego del triunfo de las tropas patriotas ante los realistas en la batalla de Maipú, conocido como «abrazo de Maipú», y que selló la independencia de Chile. El concierto se organizó con motivo de las celebraciones de los bicentenarios de Chile y Argentina, como manifestación de unión de ambos pueblos.

## Organización
La organización del festival estuvo a cargo del productor musical Juan Andrés Ossandón, exesposo de la actriz chilena Sigrid Alegría, y contó con el auspicio de la Cerveza Cristal, a través de Cristal en Vivo –que ha presentado diferentes conciertos en Chile, y por ello el nombre oficial fue "Festival Cristal en Vivo: El Abrazo 2010"– y el patrocinio del Consejo Nacional de la Cultura y las Artes –estuvo presente el entonces ministro Luciano Cruz-Coke durante el festival– y la Embajada de Argentina en Chile, además tuvo como media partners a Radio Rock & Pop, Radio Uno y el diario Las Últimas Noticias.

## Festival

### Escenario
El show estuvo constituido por dos escenarios, uno argentino y otro chileno (izquierda a derecha respectivamente), en los que se alternaban cada 30 o 45 minutos.

#### Line-up
El show comenzó a las 15:30 abriendo con: Los Bunkers («La exiliada del sur» / «Miño» / «Ven aquí» / «Quién fuera» / «Nada nuevo bajo el sol» / «Llueve sobre la ciudad» con Adrián Dárgelos / «No me hables de sufrir»).
- y luego le siguieron a las 16:00: Gustavo Cordera («No es que sea viejo» / «La bomba loca» / «El baile de la gambeta» / «Asalto de cumbia» / «Sencillamente»).
- 16:30: Lucybell («Ave Fénix» / «Caballos de histeria» / «Fe» / «Mil caminos» / «Sálvame la vida» / «A perderse» / «Cuando respiro en tu boca»).
- 17:00: Fabiana Cantilo + Javiera Parra + Denisse Malebrán + Nicole («Una tregua» / «Soy tu agua» / «Lo que mereces» / «Hoy» / «Símbolo de paz»).
- 17:25: Babasónicos («Microdancing» / «Cuello Rojo» / «El Colmo» / «¿Y qué?» / «Putita» / «Pendejo» / «Carismático» / «Yegua» / «Pijamas» / «Irresponsables»).
- 18:00: Chancho en Piedra («Edén» / «Eligiendo una reina» / «Almacén» / «Mi equilibrio espiritual» / «Guach Perry» / «Volantin» / «Pregonero» / «Da la claridad» / «Locura espacial» / «Disco Japi» / «Ella quiere» / «Historias de amor y condón» / «Canción final» Cantata Santa María de Iquique con Quilapayún).
- 18:30: León Gieco («Sólo le pido a Dios» / «Mañanas campestres» con Gustavo Santaolalla / «El fantasma de Canterville» / «Hombres de hierro» / «En el país de la libertad» / «La mamá de Jimmy» / «Pensar en nada»).
- 19:00: Joe Vasconcellos («Mágico» / «Las seis» / «Duerme duerme Negrito» con Bahiano / «Sed de gol» / «Huellas» / «Hijo del sol luminoso»).
- 19:40: Luis Alberto Spinetta («Milonga Blues» / «Durazno sangrando» / «Té para tres» (versión de Soda Stereo) / «8 de octubre» / «Luz» / «Tu vuelo al fin» / «Seguir viviendo sin tu amor»).
- 20:15: Beto Cuevas («Miedo escénico» / «Vuelvo» / «Are You Sorry» / «Háblame» / «Tejedores de Ilusión» / «Aquí» / «Delirando» / «El duelo»).
- 20:55: Fito Páez («Folis Verghet» / «Tiempo al tiempo» / «Circo Beat» / «El diablo de tu corazón» / «Ciudad de pobres corazones» / «A rodar mi vida» / «Dar es dar» / «Mariposa Tecknicolor»)
- 21:30: Los Tres («Hojas De té» / «La torre de Babel» / «Shusha» / «Un amor violento» / «La vida que yo he pasado» / «Quien es la que viene allí» / «He barrido el sol» /«Déjate caer» / «El pueblo unido» con Quilapayún).
- 22:40: Charly García («Demoliendo hoteles» /«Cerca de la revolución» / «Yendo de la cama al living» / «Asesíname» / «Nos siguen pegando abajo» / «Canción para mi muerte» / «Yo no quiero volverme tan loco» / «Funky» / «No toquen» / «No voy en tren» / «Rezo por vos» / «No me dejan salir»).
- 23:30: Jorge González («La voz de los '80» / «Brigada de negro» / «Latinoamérica es un pueblo al sur de Estados Unidos» / «Sexo» / «Paramar» / «No necesitamos banderas» / «Nunca quedas mal con nadie»).
- 00:00: Andrés Calamaro («El salmón» / «Te quiero igual» / «Todavía una canción de amor» / «Tres Marías» con Vicentico / «Mil horas» / «Tuyo siempre» / «Los chicos» / «Paloma» / «Estadio Azteca» / «Gracias a la vida» (versión de Violeta Parra) / «Crímenes perfectos» / «Volver» / «Flaca»).
- 00:35: Los Jaivas
- 01:25: Vicentico («Se despierta la ciudad» / «Bajando la calle» / «Si me dejan» / «Solo un momento» / «Siguiendo la luna» / «Las manos» (Fragmento Canción Comandante Che Guevara) / «Tiburón» / «Los caminos de la vida» / «Vasos vacíos» / «Basta de llamarme así» / «Yo no me sentaría en tu mesa y Final») que se despidió del escenario alrededor de las 02:00 del 12 de diciembre, completando así una jornada maratónica de más de 11 horas.

### Transmisión
El evento fue transmitido en vivo y en conjunto por el consorcio Ibero Americana Radio Chile a través de sus siguientes radios:
- Radio Rock & Pop
- Radio Uno
- ADN Radio Chile
- Radio 40 Principales (que transmitió alrededor de las 2 horas previas hasta las 18:00).

También fue transmitido en vivo por la web de Cerveza Cristal, www.cristalenvivo.cl.

### Anécdotas
- Durante el festival se realizaron diferentes homenajes al músico argentino Gustavo Cerati, como por ejemplo, la intro de «Cuando pase el temblor» interpretada por el grupo Chancho en Piedra, la versión de «Té para tres» interpretada por Luis Alberto Spinetta y un vídeo que contenía el mensaje enviado por Cerati para el pueblo chileno después del terremoto del 27 de febrero de 2010 junto a imágenes de gente promoviendo el mensaje #FuerzaCerati a través de Twitter mientras se escucha la canción «Zoom», emitido durante el festival.
- En su presentación, el músico Jorge González, se manifestó en contra del presidente de Chile Sebastián Piñera, criticando su fortuna y veta empresarial, lo que causó la euforia del público.
- Y a propósito de Jorge, el chileno iba a invitar al afamado compositor y productor argentino Gustavo Santaolalla (quien participó del show de León Gieco), para hacer juntos una versión de «Tren al sur» del célebre álbum Corazones, placa producida por el argentino, pero la presentación fue cortada y quedaron imposibilitados de realizarla. El mismo Santaolalla acusa que el show de Jorge fue cortada por sus punzantes dichos en el escenario.

## Segunda versión
En 2011 se planeó una segunda versión del megafestival, pero esta vez con un carácter "latinoamericano" que estaba planeada para fines de ese año y que pretendía a reunir a artistas de toda Latinoamérica. Incluso se pensó en la posibilidad de reunir al mismísimo Silvio Rodríguez con Los Bunkers, debido a que la banda chilena había publicado un exitoso álbum de covers del trovador cubano.[cita requerida]
Sin embargo, debido a diversos problemas de agenda del Parque O'Higgins, no se pudo concretar en 2011, también existió la opción de que se realice a finales de 2012. Aquella nunca se pudo concretar.[cita requerida]